# Vicente Cristóbal López
Vicente Cristóbal López (Valdilecha, 9 de julio de 1953) es un filólogo, poeta y latinista español.

## Biografía
Nació en Valdilecha (Comunidad de Madrid) el 9 de julio de 1953. Recibió su primera formación en la escuela local. En esa temprana etapa nacería su afición al dibujo, así como su conocimiento de las faenas agrícolas. A los doce años se trasladó a Madrid para estudiar, interno, en un colegio de escolapios, donde tendría su primer acercamiento al latín y al griego. 
Estudió Filología Clásica en la Universidad Complutense de Madrid. Fue alumno de Sebastián Mariner, Ángel Pariente, Lisardo Rubio, Antonio Ruiz de Elvira, Francisco Rodríguez Adrados, José S. Lasso de la Vega, Luis Gil y Martín S. Ruipérez. Se licenció en 1975 con una tesina sobre Apuleyo, y en 1979 defendió su tesis doctoral, titulada Virgilio y la temática bucólica en la tradición clásica bajo la dirección de su maestro, Antonio Ruiz de Elvira. 
Es catedrático de Filología Latina en la Universidad Complutense de Madrid desde 1999. Ha dirigido las tesis doctorales de Juan Luis Arcaz Pozo y José Joaquín Caerols Pérez, entre otros.
Su especialidad es la poesía latina, la mitología y la tradición clásica en la literatura española. Ha publicado una amplia variedad de artículos al respecto, en Cuadernos de Filología Clásica y muchas otras revistas. Es director del Grupo de Investigación UCM Poetas romanos en España.

## Obras

### Poesía
- Silva mitológica, Madrid, Ediciones Clásicas, 2007, ISBN: 978-84-7882-612-4.
- Canto del gallo, Madrid, Escolar y Mayo, 2010, ISBN: 978-8493698874.
- Memoria de horizontes amarillos, Madrid, Ediciones Clásicas, 2011, ISBN: 978-8478827145.
- El paraíso y el mundo, Madrid, Renacimiento, 2015, ISBN: 978-8416246069.
- Inmóvil travesía, Madrid, Renacimiento, 2021, ISBN: 978-8419231048.

### Traducciones
Ha realizado numerosas traducciones de poetas latinos, especialmente Virgilio, Horacio y Ovidio. Destacan de entre ellas sus traducciones en verso, nacidas de su empeño por acercar al lector castellanoparlante los ritmos originales de la poesía latina. 
- Horacio. Odas y Epodos, Madrid, Cátedra, 1985, ISBN: 978-84-376-0886-0.
- Ovidio. Amores. Arte de amar. Sobre la cosmética del rostro femenino. Remedios contra el amor, Madrid, Gredos, 1989, ISBN: 84-249-1392-2.
- Ovidio. Cartas de las heroínas, Madrid, Alianza, 1994, ISBN: 978-84-9181-151-0
- La Ilíada latina. Diario de la Guerra de Troya de Dictis Cretense. Historia de la destrucción de Troya de Dares Frigio, Madrid, Gredos, 2001, ISBN: 84-249-2313-8. Con Mª Felisa del Barrio Vega.

#### En verso
- Virgilio. Bucólicas, Madrid, Cátedra, 1996. ISBN: 978-84-376-1422-9. Traducción en hexámetros castellanos.
- Virgilio, Madrid, Ediciones Clásicas, 2000, ISBN: 978-8478824366.
- Vestigios de antigua llama, Madrid, Renacimiento, 2016, ISBN: 9788416685011. Colección de fragmentos de Virgilio, Horacio y Ovidio traducidos en los ritmos originales.
- La última noche de Troya, Madrid, Hiperión, 2018, ISBN: 978-8490021149. Traducción en hexámetros castellanos del libro II de la Eneida.
- Pasión y muerte de Dido, Madrid, Hiperión, 2021, ISBN: 978-8490021729. Traducción en hexámetros castellanos del libro IV de la Eneida.
- Tempestad en el Tirreno, Madrid, Renacimiento, 2022, ISBN: 978-8418818714. Traducción en hexámetros castellanos del libro I de la Eneida.

### Divulgación
- La leyenda de Eneas. Adaptación de la Eneida de Virgilio, Madrid, Alianza, 2006, ISBN: 84-206-6042-6.
- Cultura Clásica, 4º secundaria, Madrid, SM, 2003, 84-348-9453-X. Con Francisco Javier Gómez Espelosín.